# 敵国降伏切手

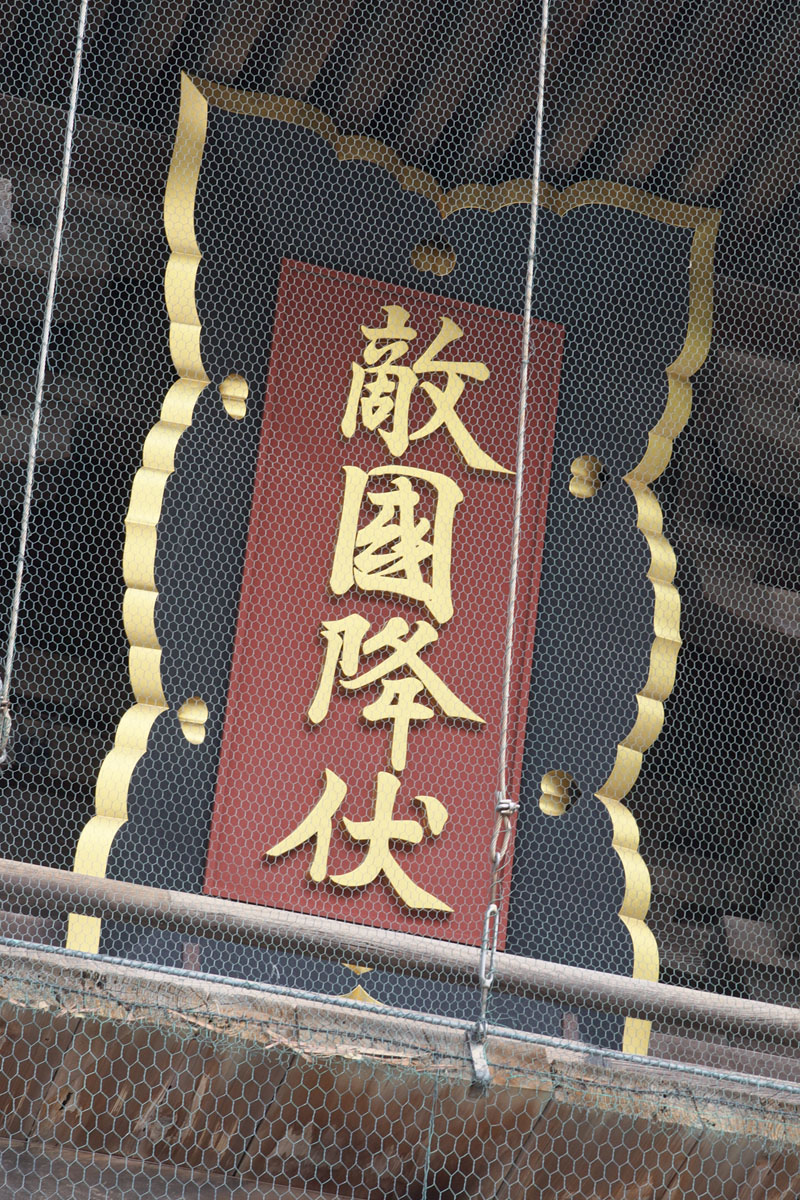
筥崎宮楼門の扁額

敵国降伏切手（てきこくこうふくきって）は、太平洋戦争末期の1945年（昭和20年）に発行された10銭普通切手の通称である。鎌倉時代に亀山上皇が筥崎宮に奉納した「敵国降伏」の宸筆を、小早川隆景が楼門を造営した際に模写拡大した扁額が描かれており、勅額切手、勅額10銭切手などとも呼ばれる。戦争末期の混乱から誤った色で印刷されたり、正式な発行公示前に販売されるという珍事を起こした。そして太平洋戦争の敗戦にともない使用禁止となり、頒布用の一部を除き溶解処理された。

## 発行
太平洋戦争が勃発した1941年（昭和16年）の暮れ、逓信省は「時局郵便切手図案」を公募し、三等一席に筥崎宮の「敵国降伏」勅額図案が選ばれた。
1945年4月1日に郵便料金の改正が行われ、第一種（書状）料金は10銭に値上げとなる。従前の10銭切手は大東亜共栄圏の地図を描いた二色刷り切手であったが物資不足により製造困難になっていため、10銭切手を新たに発行することになった。
1945年2月から製造に着手し、印刷局から灰色（納戸鼠色）述で印刷された見本が通信院に送られた。通信院は灰色を不可とし水色（淡青色）にしようとしたが、通信院と印刷局との連絡不手際から灰色のまま印刷されてしまう。しかも印刷原板と刷り上がった切手も空襲で焼失したため、初刷りの一部だけが出回ることになった。本来、新発行の切手は公示を経た後に販売される。しかし戦争末期で官報や郵便公報の発行が遅れたり、郵便局に届かないなどの状況の中、新切手を受け取った郵便局では当然公示済みと考え、公示がないまま1945年4月中旬から下旬に、愛知県・岐阜県・東京市の一部局で敵国降伏切手が販売された。
当時麻布飯倉にあった通信院は、同じ建物にある麻布郵便局も敵国降伏切手を販売していることすら気付いていない有様であったが、5月18日になって事後的に5月1日付で新10銭切手を発行したことを告示した（通信院告示第208号）。
4月14日の空襲で印刷局滝野川切手工場が焼失し、その後は紙幣工場で製造された模様であるが、逓信院は水色の敵国降伏切手を早急に製造することとし、凸版印刷板橋工場に製造を委託した。民間工場では凸版印刷ができないためオフセット印刷とし、8月までに352,840,000枚が製造された（うち117,378,400枚が戦災で焼失）。

## 終戦後
1945年8月の終戦後、「敵国降伏」の文字が進駐軍を刺激することを恐れた逓信院は、進駐前に敵国降伏切手を棄却処分してしまうことを決め、8月24日に敵国降伏切手の発行中止・使用禁止を命令する電報を発信した。販売済の切手は他の切手と交換、既に郵便物に貼られた切手ははぎ取り、料金収納印を押すか料金収納の旨の表示をさせることとした。この命令は終戦直後の混乱で必ずしも忠実に実施されなかったが、進駐軍の上陸前に敵国降伏切手は郵便局の窓口から姿を消した。
ところが、進駐軍の将兵が敵国降伏切手を日本が降伏を記念して発行した切手と勘違いして、切手商から買い求める事態となる。それがアメリカ合衆国の切手カタログ発行会社であるスコット社にも伝わり、同社は灰色の敵国降伏切手の発行告示が見当たらないことから、正式に発行された切手かどうか逓信院に問い合わせてきた。
そこで逓信院は12月20日に、灰色の10銭切手は4月1日付で発行していたとする「十銭郵便切手発行告示追加の件」（逓信院告示第280号）を出した。
回収した敵国降伏切手は溶解処理されたが、400シート4万枚が切手趣味の普及宣伝や通信販売を行っていた逓信省外郭団体の財団法人逓信協会日本郵便切手会に渡され、1946年6月に協会手持ちの「南京遷都四周年記念切手」と抱き合わせで頒布された。
前述の通り敵国降伏切手は発行中止となっていたが、1946年（昭和21年）3月に靖国神社の鳥居を描いた1円普通切手が逓信省が発行を見合わせたにもかかわらず誤って発売される。これがGHQを刺激し、1946年5月13日にGHQから軍国主義や超国家主義、神道などの図案を禁止する指令「日本郵便切手及通貨ノ図案ニ就テノ禁止事項ニ関する件」が出された。しかしその後も販売済の軍国主義や神道図案の切手は使用されていたため、1947年（昭和22年）6月にGHQから問責される。これを受けて逓信省は6月29日に全国の郵便局に電報で、問題のある切手（追放切手）の販売即時停止を指令。そして7月23日付で敵国降伏切手を含む追放切手を使用禁止する省令（逓信省令第24号）を出した。

## 切手収集の対象として
敵国降伏切手は、1945年の発行前後から切手愛好家の関心を引き、様々な趣味誌でニュースとなっていた。そして珍品として扱われ、1945年12月には額面10銭ながら切手の単片が60円、ペアが101円で落札されている。
2013年（平成25年）には、開運!なんでも鑑定団4月16日放送回に水色敵国降伏切手が貼られたエンタイアが出品され、200万円と鑑定された。

## 種類
敵国降伏切手は、日本郵便切手商協同組合『日本切手カタログ』によれば以下の3種類がある。
| 分類      | 発行         | 印刷色 | 目打ち・糊         |
| --------- | ------------ | ------ | ------------------ |
| 第2次昭和 | 1945年4月1日 | 灰色   | 目打ちあり・糊なし |
| 第3次昭和 | 1945年5月    | 灰色   | 目打ちなし・糊なし |
| 第3次昭和 | 1945年5月1日 | 水色   | 目打ちなし・糊なし |

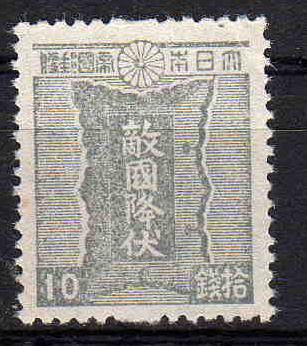
第2次昭和
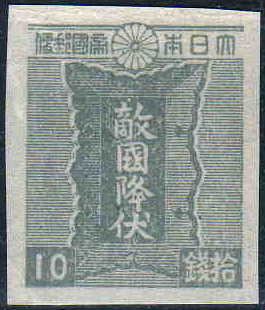
第3次昭和・灰色
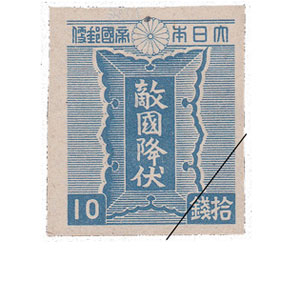
第3次昭和・水色